# Uncle Scrooge
Uncle Scrooge (estilizado como Uncle $crooge; publicada como Tío Gilito en España) es una serie de cómics protagonizada por Scrooge McDuck ("el pato más rico del mundo"), su sobrino Pato Donald y los sobrinos nietos Huey, Dewey y Louie, y giran en torno a sus aventuras en Duckburg y alrededor del mundo. Fue publicado por primera vez en Four Color Comics #386 (marzo de 1952), como una secuela de la popular serie Donald Duck y todavía está en curso. Se ha producido bajo los auspicios de varias editoriales diferentes, incluyendo Western Publishing (inicialmente en asociación con Dell Comics y luego bajo su propia subsidiaria, Gold Key Comics y su sello Whitman), Gladstone Publishing, Disney Comics, Boom! Kids, e IDW Publishing, y ha sufrido varias interrupciones de diversa duración. A pesar de esto, ha mantenido el mismo esquema de numeración a lo largo de sus seis décadas de historia, aunque IDW agregó una numeración secundaria que comenzó en el #1.
Además de Scrooge y su familia, los personajes recurrentes incluyen a Gyro Gearloose, Gladstone Gander, Emily Quackfaster y Brigitta MacBridge. Entre los adversarios que repiten sus apariciones están los Beagle Boys, Magica De Spell, John D. Rockerduck y Flintheart Glomgold. Uncle Scrooge es uno de los títulos centrales del "Universo Pato".
Sus primeros números del famoso escritor/artista (y creador de Scrooge McDuck) Carl Barks sirvieron de inspiración para el dibujo animado de televisión Patoaventuras a finales de los 80. Varias historias escritas por Barks y publicadas en Uncle Scrooge fueron adaptadas como episodios de Patoaventuras.

## Escritores y artistas
Los primeros 70 números consistían en su mayoría en historias escritas y dibujadas por Carl Barks. La edición 71 tenía una historia escrita por Barks y dibujada por Tony Strobl. Las ediciones posteriores de Gold Key Comics combinaron reimpresiones de cuentos anteriores de Barks con material nuevo de creadores como Strobl, Vic Lockman, Phil DeLara, Jack Manning y Pete Alvarado.
Cuando la editorial Gladstone relanzó el título en 1986, una nueva generación de creadores estadounidenses comenzó a contribuir en la serie, incluyendo a Don Rosa, William Van Horn, John Lustig, Pat McGreal, Dave Rawson y Michael T. Gilbert. Como antes, su trabajo se entremezcló con reimpresiones de Carl Barks, así como con traducciones de cómics europeos de Disney de creadores como Daan Jippes, Fred Milton y Romano Scarpa, publicados originalmente por Oberon, Egmont (originalmente Gutenberghus) y Disney Italia/Mondadori.

## Historial de publicaciones de EE. UU.
- Dell Comics : 1952–1962 ( Four Color Comics números 386, 456 y 495; números 4–39
- Gold Key Comics : 1962–1984 (números 40–173 como Gold Key, 174–209 como Whitman)
- Gladstone Publishing : 1986–1990 (números 210–242)
- Disney Comics : 1990–1993 (números 243–280)
- Gladstone Publishing: 1993–1998 (números 281–318)
- Gemstone Publishing : 2003–2008 (números 319–383)
- Boom Kids! ( ¡Boom! Studios ): 2009–2011 (números 384–404)
- IDW Publishing: 2015– (número 405 en adelante, con números adicionales específicos de IDW a partir del 1)[1]

Scrooge hizo su primera aparición en la historia del Pato Donald  "Christmas on Bear Mountain" como un hombre cascarrabias que decide poner a prueba a Donald y sus sobrinos para ver si son dignos de heredar su riqueza. Barks encontró en el personaje y su riqueza un útil trampolín para las historias y lo reutilizó en varias aventuras posteriores del Pato Donald que aparecieron en Cómics e Historias de Walt Disney. En 1952 la popularidad del personaje hizo que Dell probara a Scrooge como personaje principal en la seminal "Only a Poor Old Man" de la serie de antologías Four Color de Dell, una historia que el experto en Barks Michael Barrier ha calificado de obra maestra. Después de otras dos apariciones en Four Color, Scrooge tuvo su propio título empezando por el número 4 (contando los números de prueba del uno al tres)
La serie continuó ininterrumpidamente (aunque no siempre con una periodicidad mensual) hasta 1984, cuando Western Publishing (la empresa matriz de Gold Key/Whitman, que publicaba el título en ese momento) se retiró del negocio de los cómics. Western poseía la licencia de los cómics de Disney desde finales del decenio de 1930, y su retirada dejó la licencia, y al Tío Scrooge, en el limbo durante dos años, cuando Another Rainbow, que había estado publicando compilaciones en tapa dura de la obra de Carl Barks durante varios años, la adquirió y lanzó la Editorial Gladstone, retomando el título donde Whitman lo había dejado.
Gladstone continuó publicando El Tío Scrooge hasta que su licencia expiró en 1990. En ese momento, la serie pasó a Disney Comics con pocos cambios en la dirección editorial. Fue uno de los tres únicos títulos mensuales que sobrevivió a la "implosión de Disney" de 1991 (los otros fueron Walt Disney's Comics and Stories y Donald Duck Adventures ), y continuó siendo publicado por Disney Comics hasta 1993, cuando Disney Comics se retitó y la licencia fue readquirida por Gladstone Publishing. Gladstone pasó por su propia implosión en 1998, y El Tío Scrooge se convirtió brevemente en una serie de formato "prestigio" de doble tamaño (64 páginas), antes de que Gladstone terminara de publicarla más tarde ese año.
No se publicaron más números hasta 2003, cuando Gemstone Publishing (cuyo personal editorial incluía a varios ex empleados de Gladstone) adquirió la licencia y reanudó la publicación de El Tío Scrooge. Gemstone mantuvo el formato de prestigio previamente adoptado por Gladstone, y continuó publicando la serie hasta noviembre de 2008. Las dificultades financieras en Gemstone hicieron que no se publicase más y entonces Boom! Studios adquirió la licencia. Boom! Studios volvió al formato estándar de 32 páginas cuando comenzaron a publicarse a finales de 2009. La actividad de Boom! Studios terminó en 2011, cuando la adquisición de Marvel Entertainment por parte de Walt Disney Company condujo a la consolidación de todas las licencias de cómics de Disney bajo Marvel Comics.
En enero de 2015, IDW Publishing anunció que seguiría con la publicación a partir de abril de 2015. Aparte de los números individuales del cómic, IDW Publishing también publica la tirada en colecciones de rústica comercial que compilan tres números cada una, pero en algún momento también recogió los números en colecciones de tapa dura bajo el título de El Tío Scrooge: Cuentos eternos. Sin embargo, las compilaciones de tapa dura dejaron de salir después del tercer volumen. Los libros de bolsillo de Trade (en el verano de 2019) todavía salen.

### Otros títulos y derivados
A lo largo de los años, Scrooge McDuck ha demostrado ser lo suficientemente popular como para aparecer como el personaje principal en otras series de cómics. Muchas de estas series incluyen reediciones de historias originalmente escritas para el título "principal" de El Tío Scrooge en los Estados Unidos o en varios países europeos.
Scrooge a menudo aparecía en The Beagle Boys junto a sus frecuentes adversarios, publicado de manera irregular por Gold Key de 1963 a 1979. Cuando esa historieta terminó, se relanzó como The Beagle Boys Versus Uncle Scrooge en marzo de 1979 y duró doce números, hasta febrero de 1980.
En 1987, Gladstone Publishing comenzó a publicar Las Aventuras del Tío Scrooge, que continuarían publicando hasta 1998, excluyendo el período de 1990 a 1993, cuando Disney Comics tenía la licencia para publicar cómics de Disney.
Scrooge también fue un personaje principal en tres títulos de cómics diferentes relacionados con la serie de televisión Patoaventuras . El primero de estos consistió en 13 números y fue publicado por Gladstone Publishing de 1987 a 1990. El segundo consistió en 18 números publicados por Disney Comics desde 1990 hasta 1991. El último (hasta la fecha) fue publicado en seis números por Boom Kids! en 2011. Varios cómics de Patoaventuras protagonizados por Scrooge también aparecerían en las páginas de Disney Adventures a principios de los 90.
Por último, The Adventurous Uncle Scrooge McDuck, publicado por Gladstone, se publicó en dos números en 1998. Un tercer número fue planeado pero cancelado junto con el resto de la producción de Gladstone aparte de Uncle Scrooge y Walt Disney's Comics and Stories tras un colapso en las ventas de cómics.

## Reimpresiones
| Las Grandes Historias de Patoaventuras de Carl Bark (impresas en el orden de adaptación de los episodios de Patoaventuras). | Las Grandes Historias de Patoaventuras de Carl Bark (impresas en el orden de adaptación de los episodios de Patoaventuras). |
| --- | --- |
| Volumen 1 | Cuatro colores # 456 El Tío Scrooge # 13, 65, 9, 14 y 29                                                                    |
| Volumen 2 | El Tío Scrooge # 58, 12, 3, 41, 38 y 6                                                                                      |

| La biblioteca completa de Carl Barks Disney.            | La biblioteca completa de Carl Barks Disney.        |
| ------------------------------------------------------- | --------------------------------------------------- |
| Volumen 1 (Volumen 12 en general) "Solo un pobre viejo" | Cuatro colores # 386, 456, 495 El Tío Scrooge # 4–6 |
| Volumen 2                                               | TBA                                                 |